# Unsere Liebe Frau (Würzburg)

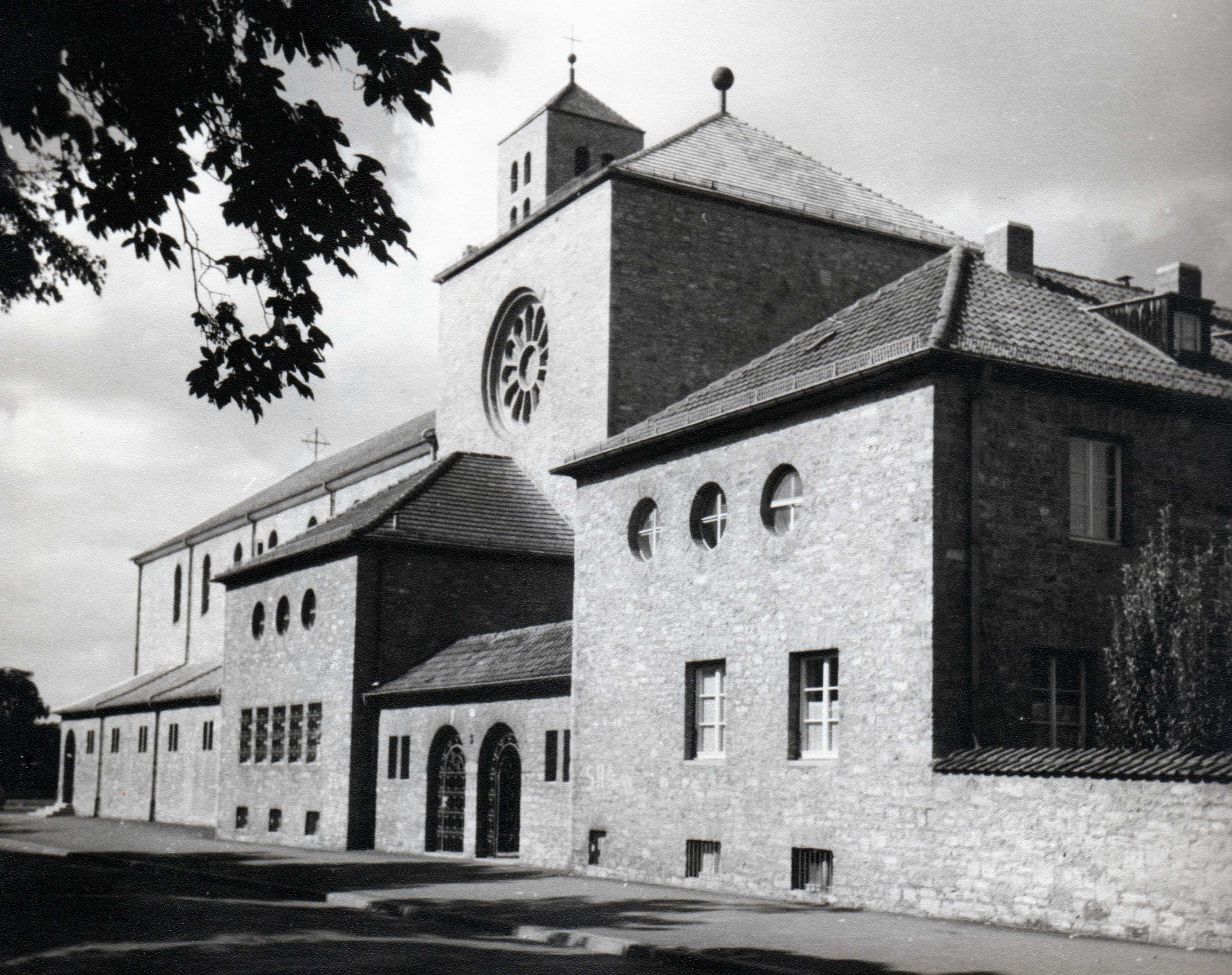
Pfarrkirche von der Zu-Rhein-Straße aus gesehen

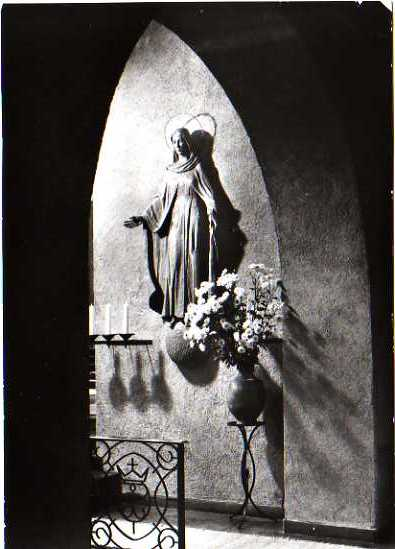
Schutzmantelmadonna

Die Pfarrkirche Unsere Liebe Frau (abgekürzt: ULF) im Würzburger Frauenland wurde ab 1936 erbaut.

## Geschichte
Im Jahr 1928 wurde aus der Pfarrei St. Peter und Paul in Würzburg eine neue Expositur für das Frauenland gegründet. Bis 1936 fanden die Gottesdienste unter Expositus Johannes Heyer in der Kapelle des Seminars Ferdinandeum statt. 1936 bis 1937 wurde dann die neue Pfarrkirche gebaut. Eingeweiht wurde sie 1937 durch Würzburgs Bischof Matthias Ehrenfried.
Der Architekt war Albert Boßlet. 1941 wurde die Expositur zur Pfarrei erhoben. Ihr erster Pfarrer wurde Johannes Heyer, der bis dahin Expositus der Gemeinde war. Beim Bombenangriff auf Würzburg am 16. März 1945 wurde auch die Kirche beinahe völlig zerstört und bis 1948 wieder aufgebaut. 1970 legte Heyer sein Amt als Pfarrer der Gemeinde im Alter von 70 Jahren nieder. Sein Nachfolger wurde Karl Boyer. 1979 wurde der Innenraum der Kirche entsprechend dem zweiten Vatikanum umgestaltet. 1990 erlebte die Pfarrei ihren zweiten Pfarrerwechsel. Der Nachfolger von Karl Boyer wurde Matthias Konrad, der bereits seine Primiz im Jahre 1971 in der Pfarrkirche U.L.F. feierte.

## Orgel

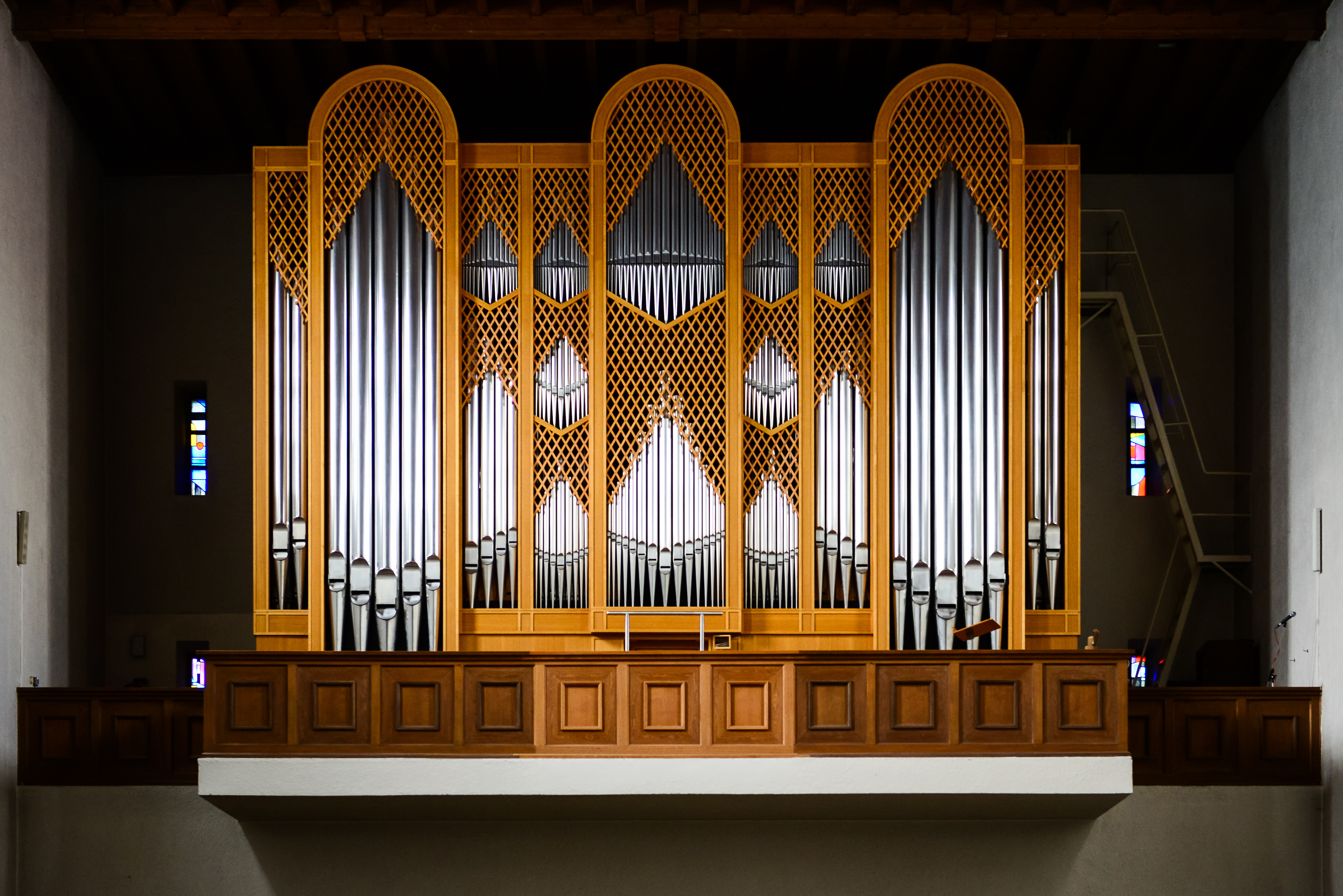
Orgelprospekt der Schuke Orgel in der Kirche Unsere Liebe Frau in Würzburg

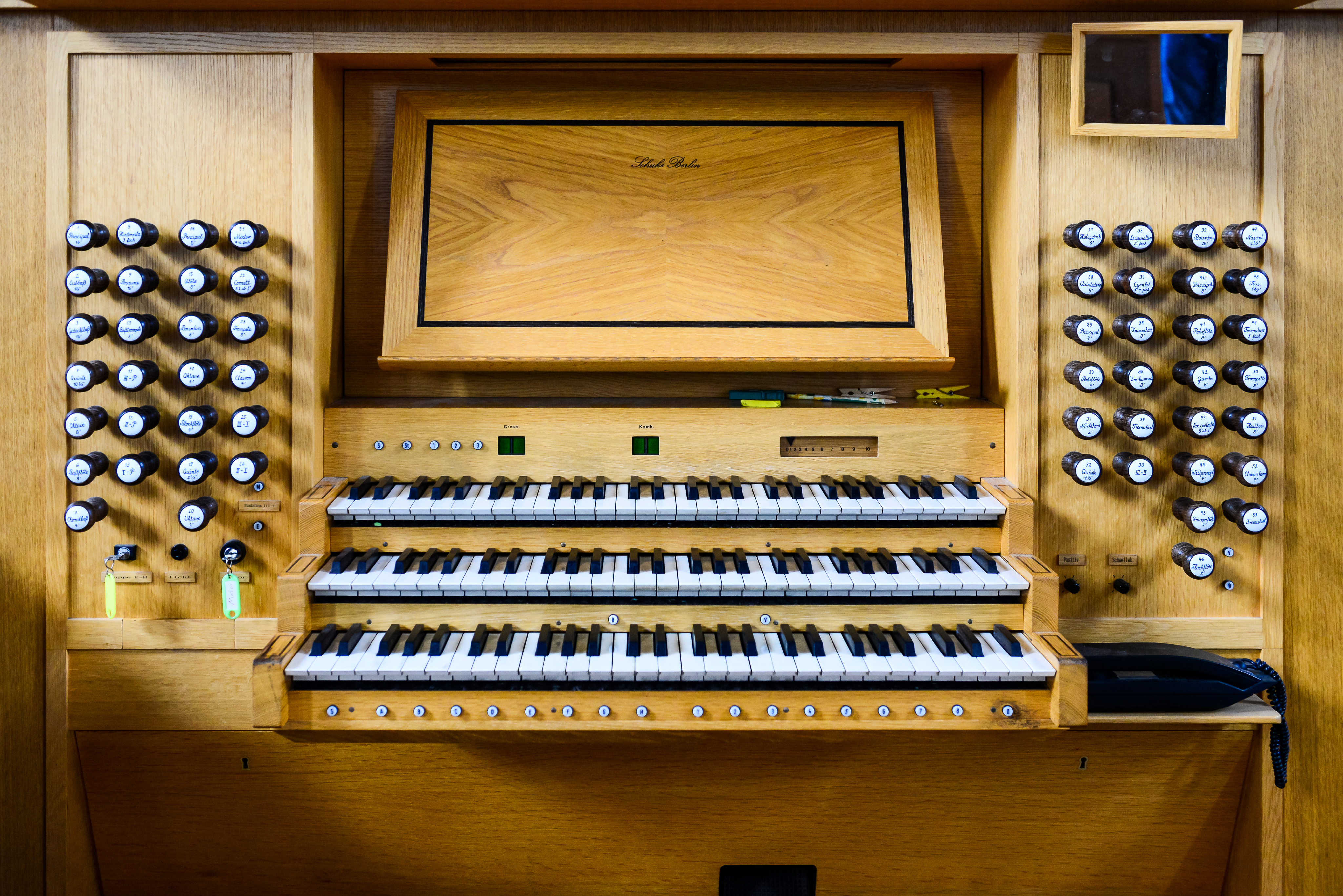
Spieltisch der Schuke Orgel in der Pfarrkirche Unsere Liebe Frau Würzburg

Die Orgel der Pfarrkirche wurde 1992 von der Orgelbaufirma Karl Schuke (Berlin) erbaut. Das Instrument hat 45 Register auf drei Manualen und Pedal mit mechanischen Schleifladen.
| I Hauptwerk C–g3 |       |
| Principal        | 8′    |
| Flöte            | 8′    |
| Bourdon          | 8′    |
| Oktave           | 4′    |
| Blockflöte       | 4′    |
| Quinte           | 2 ⁄3′ |
| Oktave           | 2′    |
| Mixtur IV-VI     | 1 ⁄3′ |
| Cornett V        | 8′    |
| Trompete         | 8′    |
| Clairon          | 4′    |

| II Positiv C–g3 |       |
| Holzgedackt     | 8′    |
| Quintadena      | 8′    |
| Principal       | 4′    |
| Rohrflöte       | 4′    |
| Nachthorn       | 2′    |
| Quinte          | 1 ⁄3′ |
| Sesquialtera II | 2 ⁄3′ |
| Cymbel III-IV   | 2⁄3′  |
| Krummhorn       | 8′    |
| Vox humana      | 8′    |
| Tremulant       |       |

| III Schwellwerk C–g3 |        |
| Bourdon              | 16′    |
| Principal            | 8′     |
| Rohrflöte            | 8′     |
| Gamba                | 8′     |
| Vox coelestis        | 8’     |
| Weitprincipal        | 4’     |
| Traversflöte         | 4’     |
| Nasard               | 2 ⁄3′  |
| Flachflöte           | 2′     |
| Terz                 | 1 3⁄5′ |
| Fourniture V         | 2′     |
| Trompette            | 8′     |
| Hautbois             | 8′     |
| Clairon harmonique   | 4′     |
| Tremulant            |        |

| Pedal C–f1     |         |
| Principal      | 16′     |
| Subbaß         | 16′     |
| Gedacktbaß     | 16′     |
| Quinte         | 10 2⁄3′ |
| Oktave         | 8′      |
| Baßflöte       | 8′      |
| Choralbaß      | 4′      |
| Hintersatz III | 4′      |
| Posaune        | 16′     |
| Baßtrompete    | 8′      |

- Koppeln:
  - Normalkoppeln: II/I, III/I, III/II, I/P, II/P, III/P
  - Suboktavkoppeln: III/I, III/III.
- Spielhilfen: 64-fache Setzeranlage, Sequenzer, programmierbare Crescendowalze

## Glocken
Im Jahr 1936 goss die Glockengießerei Otto aus Hemelingen/Bremen fünf Glocken für die Liebfrauenkirche. Die vier größeren Glocken wurden im Zweiten Weltkrieg eingeschmolzen. Nur die kleine h′-Glocke blieb erhalten. Nach dem Krieg goss die Otto im Jahr 1957 vier Bronzeglocken und erneuerte damit das fünfstimmige Geläute mit seinen Schlagtönen: cis′ – e′ – fis′ – gis′ – h′. Die Glocken haben folgende Durchmesser: 1513 mm, 1272 mm, 1134 mm, 1009 mm, 840 mm; sie wiegen: 2372 kg, 1430 kg, 1019 kg, 744 kg, ca. 400 kg.

## Gemeindeleben
Die Pfarrei beheimatet eine Vielzahl von Gruppen, die das Leben in der Gemeinde gestalten und prägen. Neben geistlich-sozialen Gruppen wie der Legio Mariae und der KAB und den drei Chören, die das liturgische Bild der Gemeinde mitgestalten sind es vor allem die Jugendgruppen der DPSG und der Ministranten, die für ein junges und starkes Auftreten der Gemeinde nach außen hin sorgen.